# Zamarada variola
Zamarada variola är en fjärilsart som beskrevs av Fletcher 1974. Zamarada variola ingår i släktet Zamarada och familjen mätare. Inga underarter finns listade i Catalogue of Life.